# Цанко Цанков (инженер)
 Тази статия е за българския учен.  За българския волейболист вижте Цанко Цанков (волейболист).  
Цанко Илиев Цанков е ректор на ВМЕИ в София. Той е първият доктор на техническите науки, защитил тази научна степен в България, професор.

## Образование и професионален стаж
Завършва през 1954 г. специалност „Общо машиностроене“ в МЕИ, София. Там подготвя и защитава (1972) дисертация на тема „Оптимизационни изследвания в областта на механиката на пластичността“ за научна степен „доктор на техническите науки“.
От 1954 до 1961 работи като инженер в Металургичния завод в Перник.

## Преподавателска и научна дейност
Катедра „Механична технология“, МЕИ (1961); доцент (1966), професор (1973) по „Пластична деформация на металите“.
Основни области на научна и преподавателска дейност: обработване на металите чрез пластична деформация, теория на пластичността. Основоположник на научното направление „Механика на пластичността и обработване на металите чрез пластична деформация“.
Автор на над 160 публикации, учебници в областта, 12 изобретения, сред които:
- „Електромагнитна преса за обработване на метали“ (1978),
- „Машина за обработване на метали с голяма степен на деформация“ (1964),
- „Метод за определяне на контурите на проникващи тела в метална среда“ (1972).

Член на специализирани научни съвети при ВАК. Награда: звание „Заслужил деятел на техниката“ (1979) и др.

## Управленска дейност
Във Висшия машинно-електротехнически институт, София (ВМЕИ):
- 1973 – 1976: ректор на ВМЕИ, София.